# Aristelliger hechti
Aristelliger hechti är en ödleart som beskrevs av  Schwartz och CROMBIE 1975. Aristelliger hechti ingår i släktet Aristelliger och familjen geckoödlor. Inga underarter finns listade i Catalogue of Life.